# Lafraye
Lafraye é uma comuna francesa na região administrativa de Altos da França, no departamento de Oise. Estende-se por uma área de 5,53 km². Em 2010 a comuna tinha 376 habitantes (densidade: 68 hab./km²).